# Diskografie Rickyho Martina (alba)
Toto je diskografie Portorického pop zpěváka-skladatele Rickyho Martina. 
Ricky Martin vydal devět studiových alb, osm kompilačních alb, dvě živé alba a čtyři box sety. První stejnojmenné studiové album nazpívané převážně ve španělštině které bylo vydáno v listopadu roku 1991 u vydavatelství Sony Music dceřiné společnosti Sony Discos (Dnes Sony Music Norte). O dva roky později, vydal u Columbia Records druhé studiové album,  Me Amarás. Jeho třetí studiové album, A Medio Vivir, vyšlo v září 1995 u Sony Latin. 
V roce 1998, vydal své čtvrté studiové album, Vuelve, které jako první album svého druhu v americké hitparádě Billboard 200 debutovalo na 40. místě, tímto se stalo nejprodávanější Latinské album v zemi. Navíc, vystřelilo hned v  prvním týdnu na 1. místo americkém Top Latin Albums chart, taktéž debutovalo na 1. místě ve Španělsku. O rok později vydal své páté studiové album, zároveň první anglicky nazpívané a druhé eponymní album. Album dosáhlo  obchodního úspěchu a stalo mnoha zemích "number-one",  včetně, Austrálie, Finska, Španělska i USA a ve Velké Britániíse umístilo na 2. miste. V Americe album získalo certifikaci 7× platinová deska, což  činil více než sedm milionů kusu s prodeje ve Spojených státech. Do dubna roku 2011 se toto album prodalo přes 22 milionů kopií, čímž se zařadilo na seznam nejprodávanějších světových alb všech dob. 
V roce 2000, vydal své šesté studiové album s názvem Sound Loaded. Album dosáhlo umístění do top pětky v Austrálii,  Španělsku, Švédsku, Švýcarsku a ve Spojených státech. Celkem se v USA prodalo okolo dvou milionu kusů, album získalo certifikaci 2× platinová deska od společnosti RIAA. V roce 2001, vydal dvě kompilace(kolekce největších hitů):  alba La Historia a The Best of Ricky Martin. La Historia se skládalo z největších španělských hitů, zatímco The Best of Ricky Martin největších anglických hitů. V roce 2003, zpěvák vydal své sedmé studiové album, Almas del Silencio. Ve Spojených státech, v hitparádě Billboard 200 se umístilo na 12. místě a debutovalo na 1. místě Billboard Top Latin Albums. 
Osmé studiové album Life, bylo v říjnu 2005, album dosáhlo mírnějšího úspěchu v americké hitparádě kde debutovalo na 6. místě a v Británii 40. místo.  V roce 2006, vyšlo první živé album  MTV Unplugged, propuštěn u Sony Music Norte. Na americkém Billboard 200 debutovalo na 38. místě.
Deváté studiové album Música + Alma + Sexo,  bylo propuštěno u Sony music Latin v lednu 2011, debutoval na třetím místě v hitparádě Billboard 200 a obdržel certifikaci Platinová deska v latinské oblasti RIAA certifikace. 

## Studiová alba

### společně s Menudo
- Evolución (1984)
- Menudo (1985)
- Ayer Y Hoy (1985)
- A Festa Vai Começar (Portuguese) (1985)
- Viva! Bravo! (Italian) (1986)
- Refrescante (1986)
- Menudo (Portuguese) (1986)
- Can't Get Enough (1986)
- Somos Los Hijos del Rock (1987)
- In Action (English-Tagalog) (1987)
- Sons of Rock  (1988)
- Sombras Y Figuras (1988)

### Solo alba
- Ricky Martin (1991)
- Me Amarás (1993)
- A Medio Vivir (1995)
- Vuelve (1998)
- Ricky Martin (1999)
- Sound Loaded (2000)
- Almas del Silencio (2003)
- Life (2005)
- Música + Alma + Sexo (2011)
- A Quien Quiera Escuchar (2015)